# Gmina Prostki
Die Gmina Prostki ist eine Landgemeinde Prostki im Powiat Ełcki der Woiwodschaft Ermland-Masuren in Polen. Ihr Sitz ist das gleichnamige Dorf (deutsch Prostken) mit etwa 3000 Einwohnern.

## Geographie

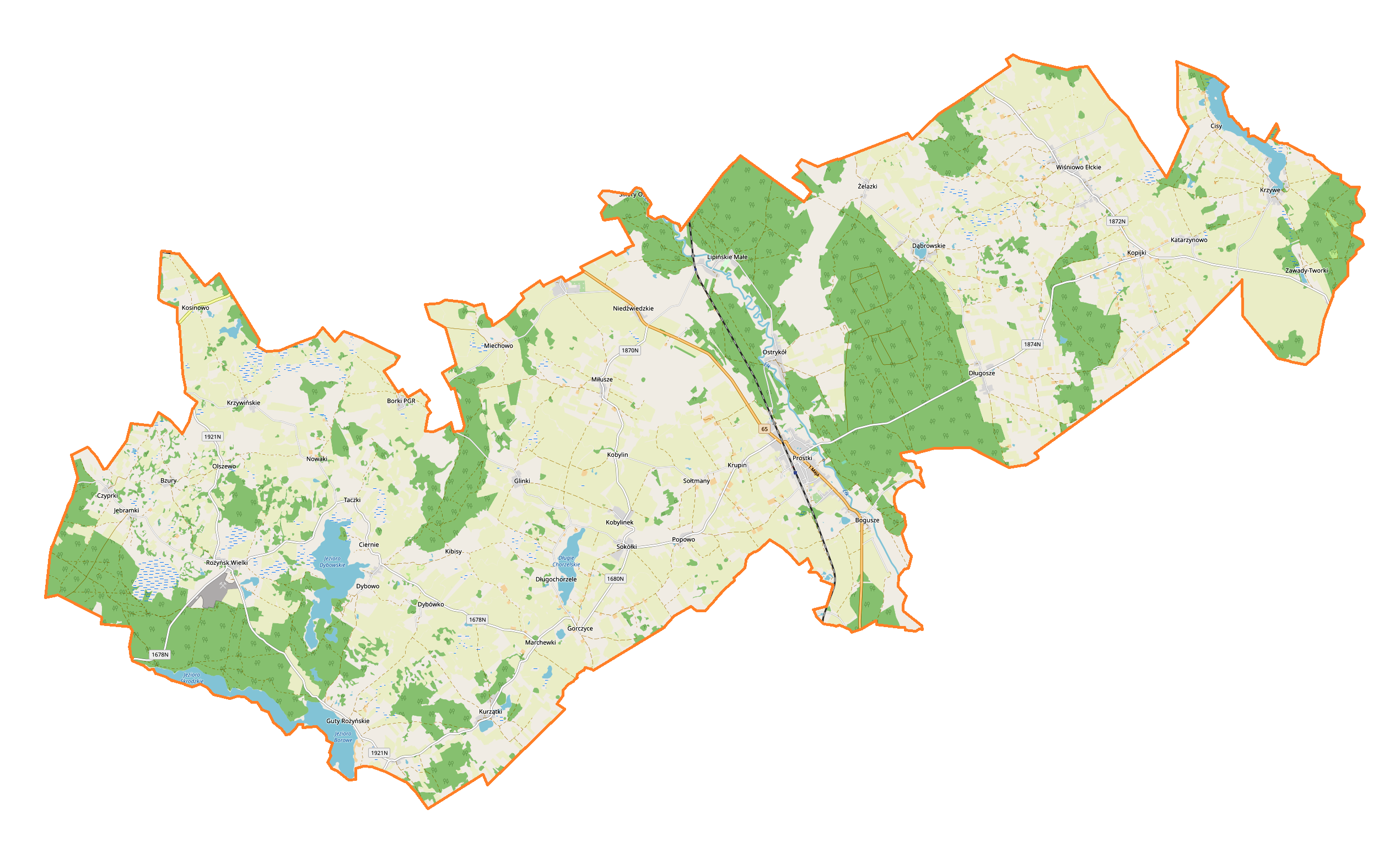
Karte der Gemeinde

Die Gemeinde liegt im Südosten der Woiwodschaft und grenzt an die Woiwodschaft Podlachien. Nachbargemeinden sind in letzterer Rajgród im Osten, die Landgemeinde Grajewo im Südosten, die Stadtgemeinde Grajewo im Süden, Szczuczyn im Südwesten, in der Woiwodschaft Ermland-Masuren die Gemeinden Biała Piska im Westen, Ełk im Norden und Kalinowo im Nordosten. Die Kreisstadt Ełk (Lyck) ist etwa neun Kilometer in nördlicher Richtung entfernt.
Auf dem Gebiet gibt es eine Reihe kleinerer Seen. Der Fluss Ełk (Leck oder Lyck) durchzieht die Gemeinde von Nord nach Süd.
Diese hat eine Fläche von 230,47 km², die zu 66 Prozent land- und zu 22 Prozent forstwirtschaftlich genutzt werden.

## Geschichte
Die Gemeinde wurde 1973 wieder gegründet, nachdem sie von 1954 bis 1972 in Gromadas aufgeteilt wurde. In den Jahren von 1973 bis 1975 gehörte sie zum Powiat Grajewski, der 1975 in diesem Zuschnitt aufgelöst wurde. Ihr Gebiet gehörte von 1946 bis 1975 zur Woiwodschaft Białystok und anschließend bis 1998 zur selben Woiwodschaft im kleinen Zuschnitt. Zum 1. Januar 1999 kam die Gemeinde wieder zum Powiat Ełcki und zur Woiwodschaft Ermland-Masuren, die neu gebildet wurde und dem polnischen Teil der ehemaligen Provinz Ostpreußen entspricht.

## Gliederung
Die Landgemeinde Prostki besteht aus 41 Dörfern mit Schulzenamt (sołectwo):
- Bobry (Bobern)
- Bogusze
- Borki (Borken)
- Bzury (Bzurren 1938–1945 Surren)
- Cisy (Cziessen 1908–1945 Seeheim)
- Czyprki (Czyprken 1930–1945 Kolbitz)
- Dąbrowskie (Dombrowsken 1927–1945 Eichensee)
- Długochorzele (Dlugochorellen 1897–1945 Langsee)
- Długosze (Dlugossen 1938–1945 Langheide)
- Dybówko (Gut Dybowen 1938–1945 Gut Diebau)
- Dybowo (Dybowen 1938–1945 Diebau)
- Glinki (Glinken)
- Gorczyce (Gorczitzen 1928–1945 Deumenrode)
- Guty Rożyńskie (Gutten 1938–1945 Reitzenstein)
- Jebramki (Jebrammen 1938–1945 Bachort)
- Katarzynowo (Katrinowen 1938–1945 Katrinfelde)
- Kobylin (Kobylinnen 1938–1945 Kobilinnen)
- Kobylinek (bis 1945 zu Kobylinnen)
- Kopijki (Goldenau)
- Kosinowo (Andreaswalde)
- Krupin (Krupinnen 1938–1945 Kleinwittingen)
- Krzywe (Krzywen 1907–1945 Rundfließ)
- Krzywińskie (Krzywinsken 1938–1945 Heldenhöh)
- Kurzątki (Kurziontken 1938–1945 Seeland)
- Lipińskie Małe (Lipinsken 1935–1945 Lindenfließ)
- Marchewki (Marchewken 1926–1945 Bergfelde)
- Miechowo (Miechowen 1938–1945 Niederhorst)
- Miłusze (Mylussen 1938–1945 Milussen)
- Niedżwiedzkie (Niedzwetzken
 1936–1945 Wiesengrund)
- Nowaki (Nowaken 1938–1945 Brüderfelde)
- Olszewo (Olschewen 1938–1945 Kronfelde)
- Osiedle Leśne
- Ostrykół (Ostrokollen 1938–1945 Scharfenrade)
- Popowo (Popowen
 1938–1945 Wittingen)
- Prostki (Prostken)
- Rożyńsk Wielki (Groß Rosinsko 1938–1945 Großrosen)
- Sołtmany (Soltmahnen)
- Taczki (Tatzken)
- Wiśniowo Ełckie (Wischniewen 1938–1945 Kölmersdorf)
- Zawady-Tworki (Sawadden 1938–1945 Grenzwacht)
- Żelazki (Zielasken 1938–1945 Schelasken)

Vier kleinere Ortes sind drei Schulzenämtern zugeordnet:
- Ciernie (Czernien 1938–1945 Dornberg) zu Dybowo
- Kibisy (Kybissen 1939–1945 Kibissen) zu Dybowo
- Sokółki (Sokolken 1938–1945 Stahnken) zu Popowo
- Wojtele (Woytellen 1938–1945 Woiten) zu Guty Rożyńskie

## Verkehr
Die Landesstraße DK65 (ehemals Reichsstraße 132) führt über die Kreisstadt Ełk (Lyck) und Olecko (Marggrabowa, auch Oletzko) nach Gołdap (Goldap) – Grenzübergang zum Oblast Kaliningrad, Russland sowie in südöstlicher Richtung über Grajewo und Białystok nach Bobrowniki – Grenzübergang nach Belarus.
In der Gemeinde bestehen die Bahnstationen Prostki (Prostken) und Lipińskie Małe (Lipinsken, Ksp. Ostrokollen, 1938 bis 1945 Lindenfließ) an der Bahnstrecke Głomno–Białystok, die 1871 als Ostpreußische Südbahn eröffnet wurde. – Bis 2001 bediente die Ełcka Kolej Wąskotorowa (Lycker Kleinbahnen) die Stationen Wiśniowo Ełckie (Wischniewen, 1938 bis 1945 Kölmersdorf), Kopijki (Goldenau), Krzywe (Krzywen, 1907 bis 1945 Rundfließ) und Zawady-Tworki (Endstation; Sawadden, 1938 bis 1945 Grenzwacht).
Der nächste internationale Flughafen Danzig ist ähnlich weit entfernt wie die Flughäfen in Warschau.